# ГЕС Койна І, ІІ
ГЕС Койна І, ІІ — гідроелектростанція в центральній частині Індії у штаті Махараштра. Знаходячись перед ГЕС Койна ІІІ, становить одну зі станцій верхнього ступеня (поряд з ГЕС Койна IV) у гідровузлі, що використовує деривацію ресурсу з річки Койна, правої притоки Крішни (впадає до Бенгальської затоки на східному узбережжі країни).

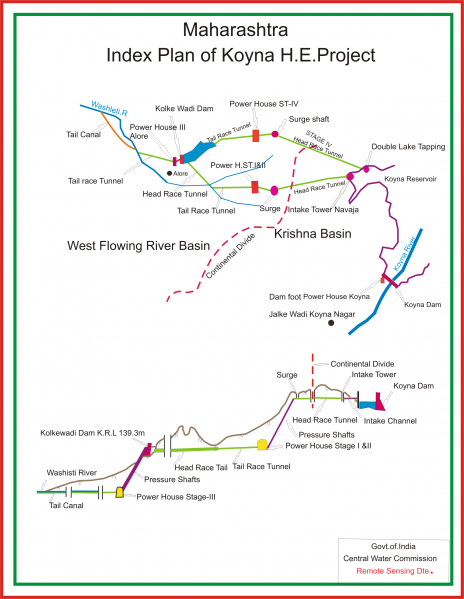
Схема гідровузла Койна

Койна, хоча й належить до басейну Бенгальської затоки, проте починається неподалік протилежного, західного узбережжя Індії. Вона дренує похилий східний схил Західних Гатів, тоді як другий схил цієї гірської системи має значно більший уклін у бік Аравійського моря. В основу гідровузла Койна поклали ідею деривації ресурсу з басейну Крішни на протилежний бік зазначених гір, що дозволяє створити великий напір.
В межах проєкту на Койні звели муровану контрфорсну греблю заввишки 103 та завдовжки 808 метрів, яка потребувала 1,56 млн м3 матеріалу. Вона утримує водосховище, витягнуте більш ніж на п'ятдесят кілометрів по долині річки, яка у верхів'ї тече з півночі на південь паралельно східному схилу Західних Гатів. Сховище має площу поверхні 115 км2 (при максимальному операційному рівні, у випадку повені його площа може збільшуватись до 120 км2), об'єм 2,8 млрд м3, глибину до 82 метрів та припустиме коливання рівня поверхні в операційному режимі між позначками 610 та 658 НРМ. При греблі працює власна ГЕС Койна потужністю 40 МВт, проте основний гідроенергетичний потенціал пов'язаний з деривацією на захід.

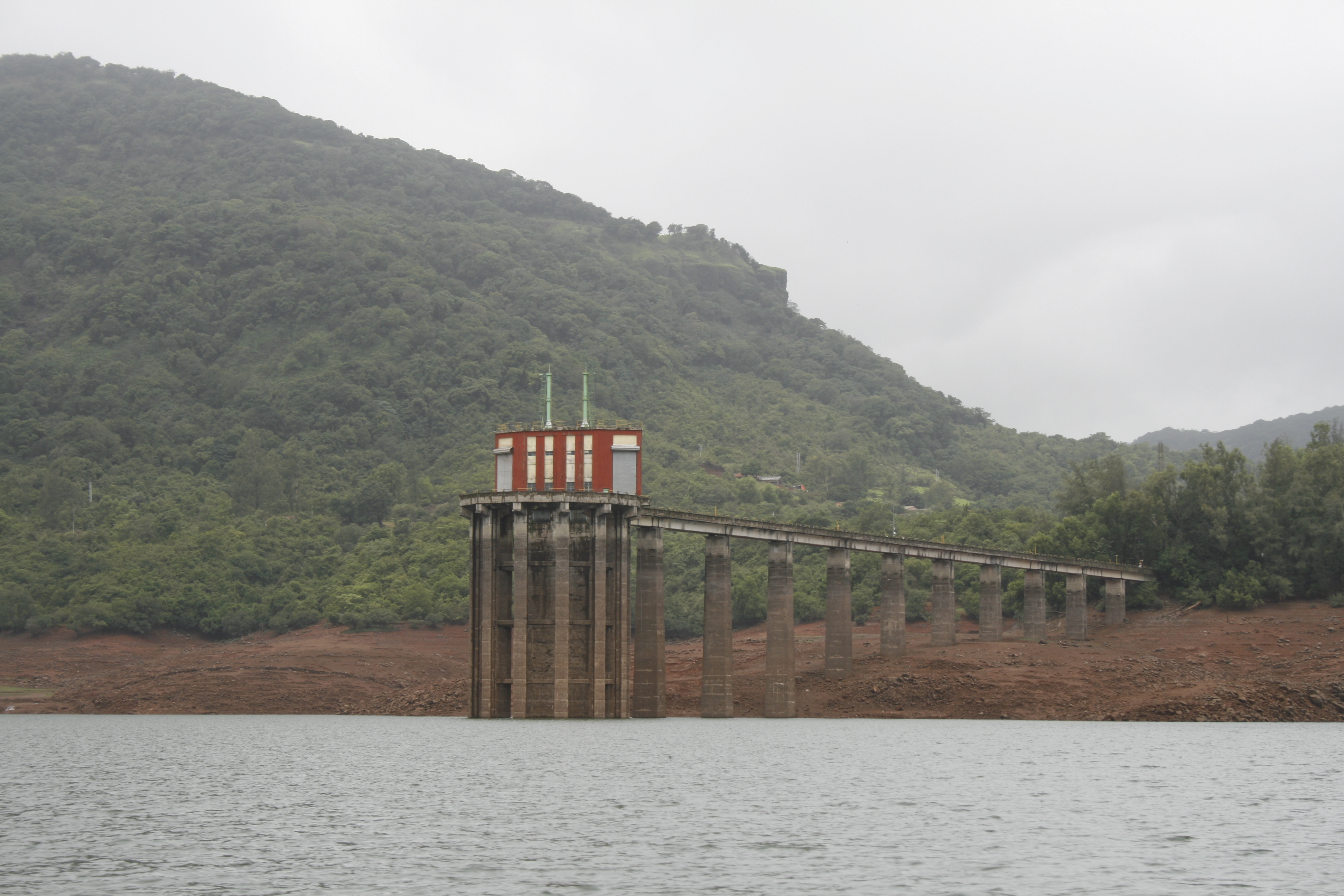
Водозабірна башта на західному березі водосховища Койна

Від спорудженої у сховищі водозабірної вежі заввишки 56 метрів проклали тунель завдовжки 4,9 км з діаметром 6,4 метра, який проходить під водороздільним хребтом та переходить у напірну шахту заввишки 91 метр та діаметром 12 метрів. Далі вода потрапляє у чотири водоводи довжиною по 0,6 км зі змінним діаметром від 3 до 2,6 метра, котрі розділяються на вісім — по числу гідроагрегатів. Чотири із них, оснащені турбінами типу Пелтон потужністю по 65 МВт, ввели в експлуатацію у 1963 році (ГЕС Койна І), а ще чотири з турбінами типу Френсіс потужністю по 75 МВт запустили в 1967-му (ГЕС Койна ІІ). При цьому агрегати Койна І при напорі від 457 до 512 метрів (номінальний 485 метрів) забезпечують виробництво 1067 млн кВт-год електроенергії на рік. Для Койна ІІ різні джерела зазначають напір або на тому ж рівні, що і для першої станції (вказуючи їх в обох випадках як 475 метрів), або як 490 метрів.

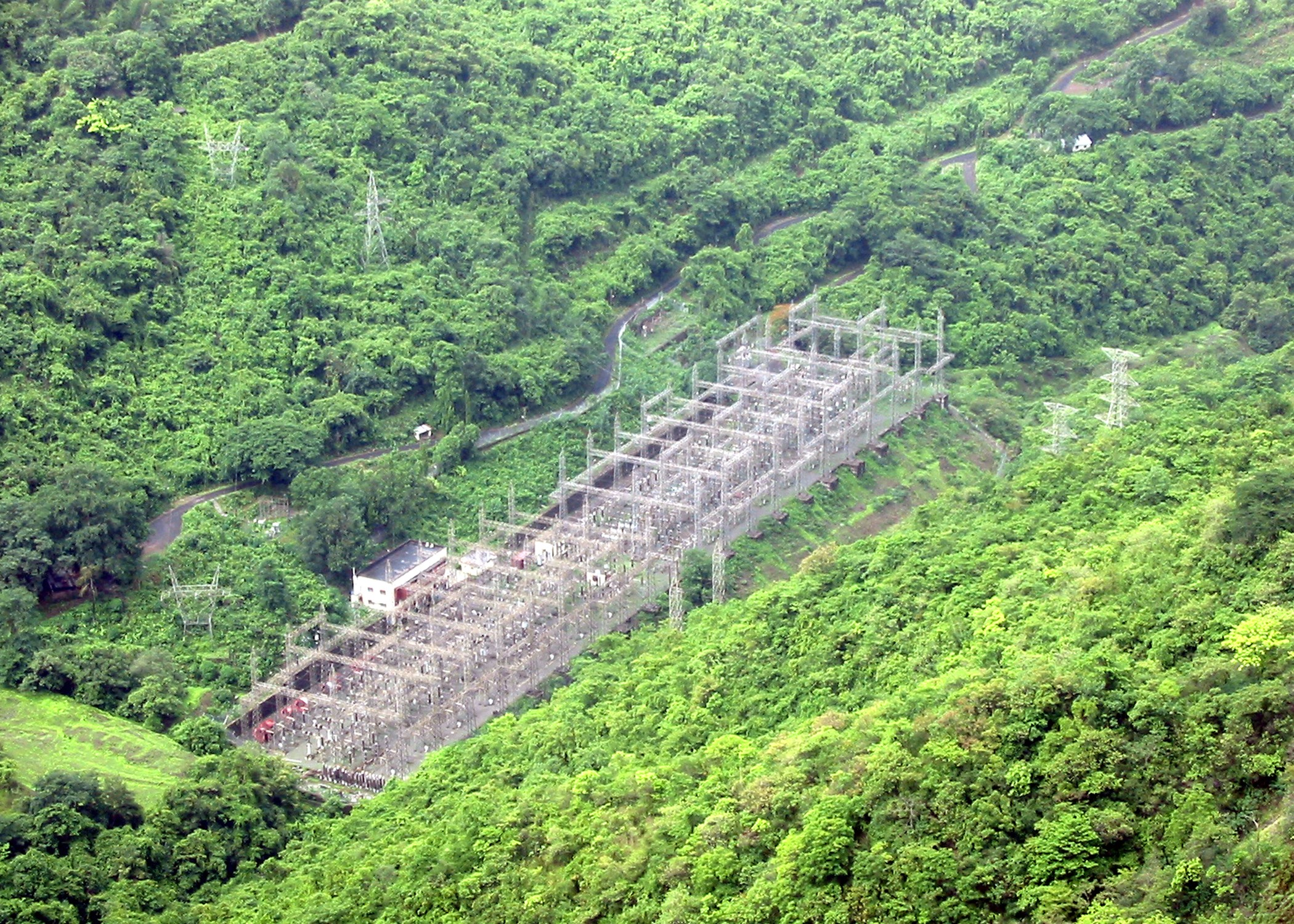
Трансформаторна підстанція, розташована над підземним машинним залом

Доступ до спорудженого у підземному виконанні машинного залу здійснюється через тунель завдовжки 0,9 км з площею перетину 39 м2, крім того, існує вентиляційна шахта завдовжки 0,3 км з площею перетину 6 м2.
Відпрацьована вода через відвідний тунель завдовжки 2,2 км спершу просто відводилась у річку Вайтарані, ліву притоку Вашішті, яка впадає в Аравійське море біля Дабхол, за 160 км на південь від Мумбаї. Згодом її вирішили використовувати для живлення ГЕС Койна ІІІ, для чого від Вайтарані проклали дериваційний тунель завдовжки 4,5 км та діаметром 7,5 метра до водосховища Колкеваді.
Можливо відзначити, що гідровузол Койна не єдиний в Махараштрі, який використовує деривацію між басейнами Бенгальської затоки та Аравійського моря — за подібною схемою працюють й інші станції, наприклад, Бхіра, Khopoli, Бхівпурі.